# روشورو (تاجیکستان)
روشورو (به لاتین: Roshorv) یک منطقهٔ مسکونی در تاجیکستان است که در ولایت خودمختار کوهستانی بدخشان واقع شده‌است.